# 李庄文庙
李庄文庙，位于山西省长治市潞城区黄牛蹄乡李庄村西。
1999年，李庄文庙公布为第三批长治市文物保护单位。2013年3月5日，李庄文庙公布为第七批全国重点文物保护单位。